# Sailing to Philadelphia
Sailing to Philadelphia (engl. für: Nach Philadelphia segeln) ist das zweite Studioalbum von Mark Knopfler. Es wurde 2000 veröffentlicht. Als Singles wurden die Stücke What It Is, Sailing to Philadelphia und Silvertown Blues ausgekoppelt.

## Hintergrund
Wie in den meisten von Knopflers Alben geht es auch auf Sailing to Philadelphia sowohl um Themen des Alltags als auch um geschichtliche Themen. Das Titellied zum Beispiel erzählt die Geschichte des Astronomen Charles Mason und des Geodäten Jeremiah Dixon, die in den Jahren 1763 und 1767 die sogenannte Mason-Dixon-Linie vermaßen, die die traditionelle Grenze zwischen den Nord- und Südstaaten der USA bildet. Laut einem Interview soll Thomas Pynchons Roman Mason & Dixon Knopfler zu dem Stück inspiriert haben.
Auch das Lied Baloney Again hat einen geschichtlichen Hintergrund: Es handelt von umherziehenden schwarzen Priestern, die im Jahr 1953 ihren christlichen Glauben im ländlichen Amerika verbreiten wollen, und von dem Rassismus, dem sie dabei begegnen.

## Titelliste
1. What It Is (Single-Auskopplung: 2000) – 4:55
2. Sailing to Philadelphia (Single-Auskopplung: 2001, mit James Taylor) – 5:28
3. Who’s Your Baby Now – 3:03
4. Baloney Again – 5:07
5. The Last Laugh (mit Van Morrison) – 3:20
6. Silvertown Blues (Single-Auskopplung: 2001) – 5:30
7. El Macho – 5:27
8. Prairie Wedding – 4:24
9. Wanderlust – 3:52
10. Speedway at Nazareth – 6:20
11. Junkie Doll – 4:33
12. Sands of Nevada – 3:56
13. One More Matinee – 4:05

Alle Stücke wurden von Mark Knopfler geschrieben.

## Tournee
Die Sailing-to-Philadelphia-Tour dauerte vom 27. März bis zum 31. Juli 2001 und bestand aus 80 Konzerten in Europa, Russland, Nord- und Südamerika. Die Band bestand aus Mark Knopfler (Gitarre, Gesang), Richard Bennett (Gitarre), Guy Fletcher (Klavier, Backing Vocal), Glenn Worf (Bass), Chad Cromwell (Schlagzeug) und Mike Henderson (Gitarre, Mandoline, Violine, Harmonika).

## Kommerzieller Erfolg

### Chartplatzierungen
| ChartsChartplatzierungen       | Höchstplatzierung | Wochen |
| ------------------------------ | ----------------- | ------ |
| Deutschland (GfK)              | 1 (36 Wo.)        | 36     |
| Österreich (Ö3)                | 2 (13 Wo.)        | 13     |
| Schweiz (IFPI)                 | 1 (25 Wo.)        | 25     |
| Vereinigte Staaten (Billboard) | 60 (22 Wo.)       | 22     |
| Vereinigtes Königreich (OCC)   | 4 (16 Wo.)        | 16     |

| ChartsJahrescharts (2000) | Platzierung |
| ------------------------- | ----------- |
| Deutschland (GfK)         | 26          |
| Österreich (Ö3)           | 46          |
| Schweiz (IFPI)            | 18          |

| ChartsJahrescharts (2001) | Platzierung |
| ------------------------- | ----------- |
| Deutschland (GfK)         | 62          |
| Schweiz (IFPI)            | 93          |

### Auszeichnungen für Musikverkäufe
| Land/Region                  | Auszeichnungen für Musikverkäufe (Land/Region, Auszeichnung, Verkäufe) | Verkäufe  |
| ---------------------------- | ---------------------------------------------------------------------- | --------- |
| Australien (ARIA)            | Gold                                                                   | 35.000    |
| Belgien (BRMA)               | Platin                                                                 | (50.000)  |
| Dänemark (IFPI)              | 2× Platin                                                              | (100.000) |
| Deutschland (BVMI)           | Platin                                                                 | (300.000) |
| Europa (IFPI)                | 2× Platin                                                              | 2.000.000 |
| Finnland (IFPI)              | Gold                                                                   | (33.786)  |
| Frankreich (SNEP)            | 2× Gold                                                                | (200.000) |
| Kanada (MC)                  | Platin                                                                 | 100.000   |
| Neuseeland (RMNZ)            | Gold                                                                   | 7.500     |
| Niederlande (NVPI)           | 2× Platin                                                              | (160.000) |
| Norwegen (IFPI)              | 3× Platin                                                              | (150.000) |
| Österreich (IFPI)            | Gold                                                                   | (25.000)  |
| Schweden (IFPI)              | Platin                                                                 | (80.000)  |
| Schweiz (IFPI)               | Platin                                                                 | (50.000)  |
| Spanien (Promusicae)         | Platin                                                                 | (100.000) |
| Vereinigte Staaten (RIAA)    | Gold                                                                   | 500.000   |
| Vereinigtes Königreich (BPI) | Gold                                                                   | (100.000) |
| Insgesamt                    | 7× Gold · 15× Platin ·                                                 | 2.642.500 |